# Die Ratte (1918)
Die Ratte ist ein Kriminalfilm von 1918 der Filmreihe „Joe Deebs“. Regie führte Harry Piel. Heinrich Schroth und Käthe Haack sind in den Hauptrollen besetzt.

## Handlung
In das Palais der Fürstin Blankenstein und der Baronin Orlowska wurde eingebrochen. Der Dieb entwendete dabei viel Bargeld und eine Menge Schmuck. Der Detektiv Joe Deebs wird eingeschaltet, doch trotz all seiner Erfahrung und Untersuchungen kommt er in diesem Fall nicht so recht weiter; es ist ihm schleierhaft, wie der Dieb und Einbrecher vorgegangen ist. Da kommt ihm eine Idee: Offensichtlich hat sich der Ganove unterirdisch, von den Katakomben her, nach oben ins Haus vorgearbeitet.
Bei seinen weiteren Ermittlungen stößt Deebs auf einen gewissen Baron Bassano, der als Mastermind hinter dieser Verbrechensserie zu stehen scheint. Bassano ließ einen Ganoven und seine Komplizin, die Tochter des Domtürmers Krüger, die nur „die Ratte“ genannt wird und mit ihrem Freund in den Katakomben lebt, die Drecksarbeit erledigen. Während Deebs Bassano festnehmen kann, fliehen der Einbrecher und „die Ratte“ in den Dom und stürzen sich vom Turm der Kirche in die Tiefe.

## Produktionsnotizen
Die Ratte wurde im Juni 1918 auf dem Ufa-Union-Atelier in Berlin-Tempelhof gedreht und am 11. Oktober 1918 in den Berliner Kammerspielen uraufgeführt. Ein Jugendverbot wurde erteilt.
Das Kinoplakat entwarf der Graphikkünstler Josef Fenneker.
Produzent Joe May hatte auch die künstlerische Oberleitung. Deebs-Darsteller Heinrich Schroth und die Titelheldin „Die Ratte“, Käthe Haack, waren im wahren Leben miteinander verheiratet.
Der Film wird erwähnt in
- Filmwelt No. 45/46, 1918
- Kinematograph No. 604, 1918
- Kinematograph No. 615, 1918

und ist verzeichnet bei
- Herbert Birett, Verzeichnis in Deutschland gelaufener Filme. München, Saur 1980: (München) No. 261, 1918; No. 439, 1918; No. 265, 1919

## Kritik
In Paimann’s Filmlisten ist zu lesen: „Stoff, Spiel, Photos und Szenerie sehr gut. Fluchtszenen ausgezeichnet.“